# Оленка (річка)
Оле́нка — річка у Самбірському районі Львівської області, ліва притока Дністра (басейн Чорного моря).

## Опис
Довжина річки приблизно 6  км. Висота витоку над рівнем моря — 533 м, висота гирла — 408 м, падіння річки — 125 м, похил річки — 20,84 м/км. Формується з багатьох безіменних струмків.

## Розташування
Бере початок у лісовому масиві в урочищі Оленів на північній стороні від села Тисовиці. Тече переважно на південний схід і в селі Стрілки спадає у річку Дністер.